# Euphaedra jacksoni
Euphaedra jacksoni är en fjärilsart som beskrevs av Jacques Hecq 1980. Euphaedra jacksoni ingår i släktet Euphaedra och familjen praktfjärilar. Inga underarter finns listade i Catalogue of Life.